# Héctor Ramírez Ballesteros
Héctor Ramírez Ballesteros (nacido el 17 de mayo de 1991 en Madrid, España) es un nadador pinteño español de aguas abiertas. Es conocido por establecer el Récord del Mundo en el cruce a nado del Estrecho de Gibraltar al estilo mariposa, considerando la hazaña un hito según la Asociación Cruce a Nado del Estrecho de Gibraltar.

## Reseña biográfica
Nacido en Madrid, Héctor empezó a nadar con 5 años y a competir con 14 años en piscina para pasar a los 19 años a la natación de aguas abiertas. En 2012 empezó el recorrido que le llevaría a convertirse en la primera persona en lograr cruzar el Estrecho de Gibraltar al estilo mariposa.
Pasando por diferentes pruebas por todo el territorio español, Héctor se preparó a conciencia para hacer historia en la natación de aguas abiertas y finalmente en 2013, lo consiguió. Cruzó el Estrecho de Gibraltar en un total de 7 horas y 5 minutos debido a las duras corrientes que imperan en la zona.
Durante su preparación como nadador en aguas abiertas, Héctor se formó para ser profesor y entrenador de natación, también escribió varias canciones de Hip Hop sobre este deporte, que fueron noticia en medios internacionales.
En 2018 entrenó al primer equipo LGTBI en cruzar el Estrecho de Gibraltar y en 2019 creó su propia marca de natación "Laguz Swimming" con la que ayuda a otros nadadores a conseguir sus objetivos y con la cual intenta realzar el nombre de este deporte.
En la actualidad, Héctor sigue entrenando a nadadores de todas las edades y preparando futuros retos para seguir dando a conocer el deporte de la natación en aguas abiertas.

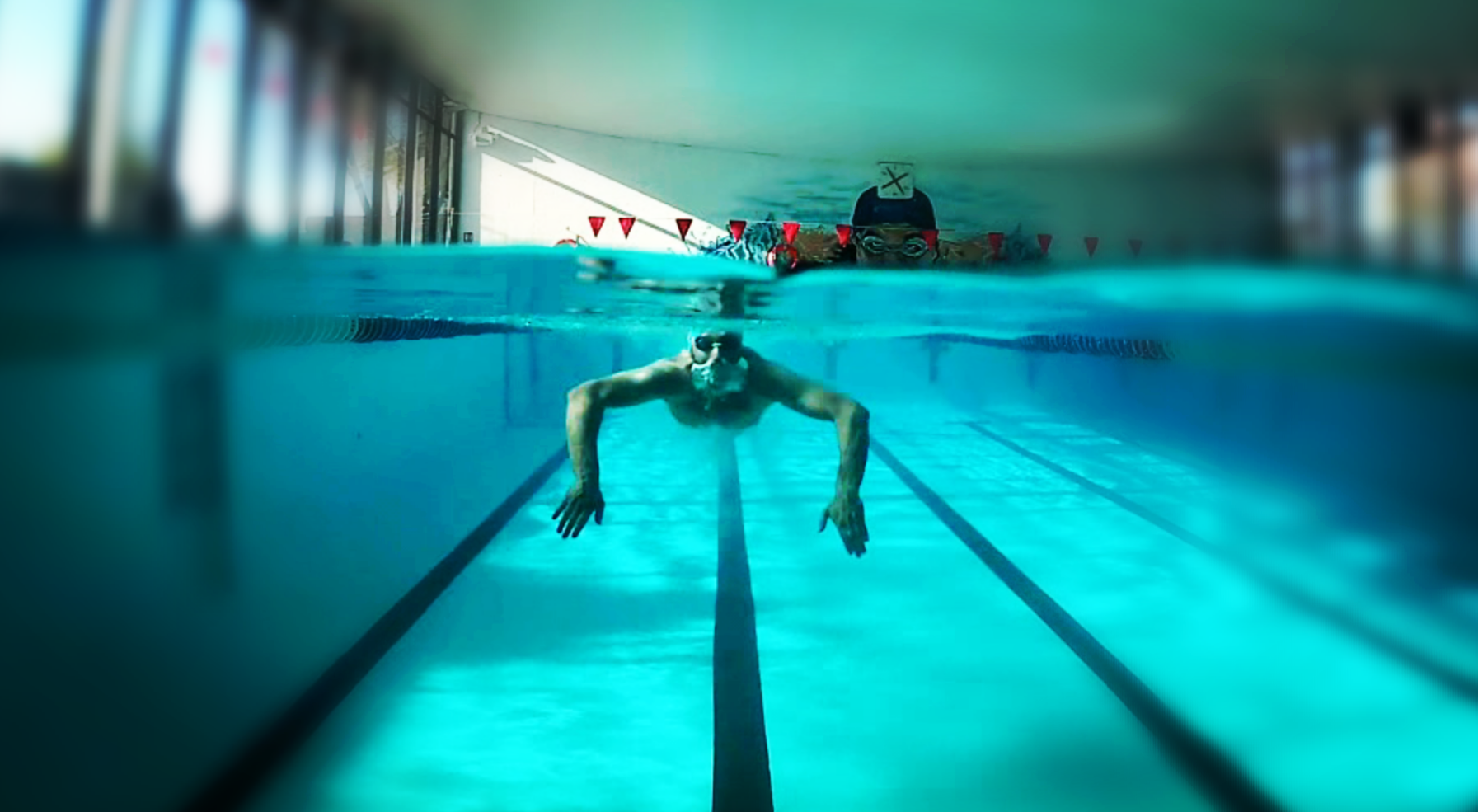
Héctor Ramírez Ballesteros nadando al estilo mariposa.

## Palmarés
- Récord del Mundo en el Cruce a nado del Estrecho de Gibraltar al estilo mariposa, certificado por Asociación Cruce a Nado Estrecho de Gibraltar, bajo el reglamento de World Open Water Swimming Association (2013)
- Récords de España al estilo mariposa:

1. Triple desafío en la Travesía Internacional Xuquer - Bahía de Cullera (Valencia)- 14.5 km (2013)
2. Descenso a Nado de la Ría de Navia (Asturias) - 5 km (2013)
3. Travesía Internacional Xuquer - Bahía de Cullera (Valencia) - 10 km (2012)
4. Travesía Valle de Iruelas (Ávila) - 9 km (2012)
5. Lagunas de Ruidera (Albacete) - 9 km (2012)

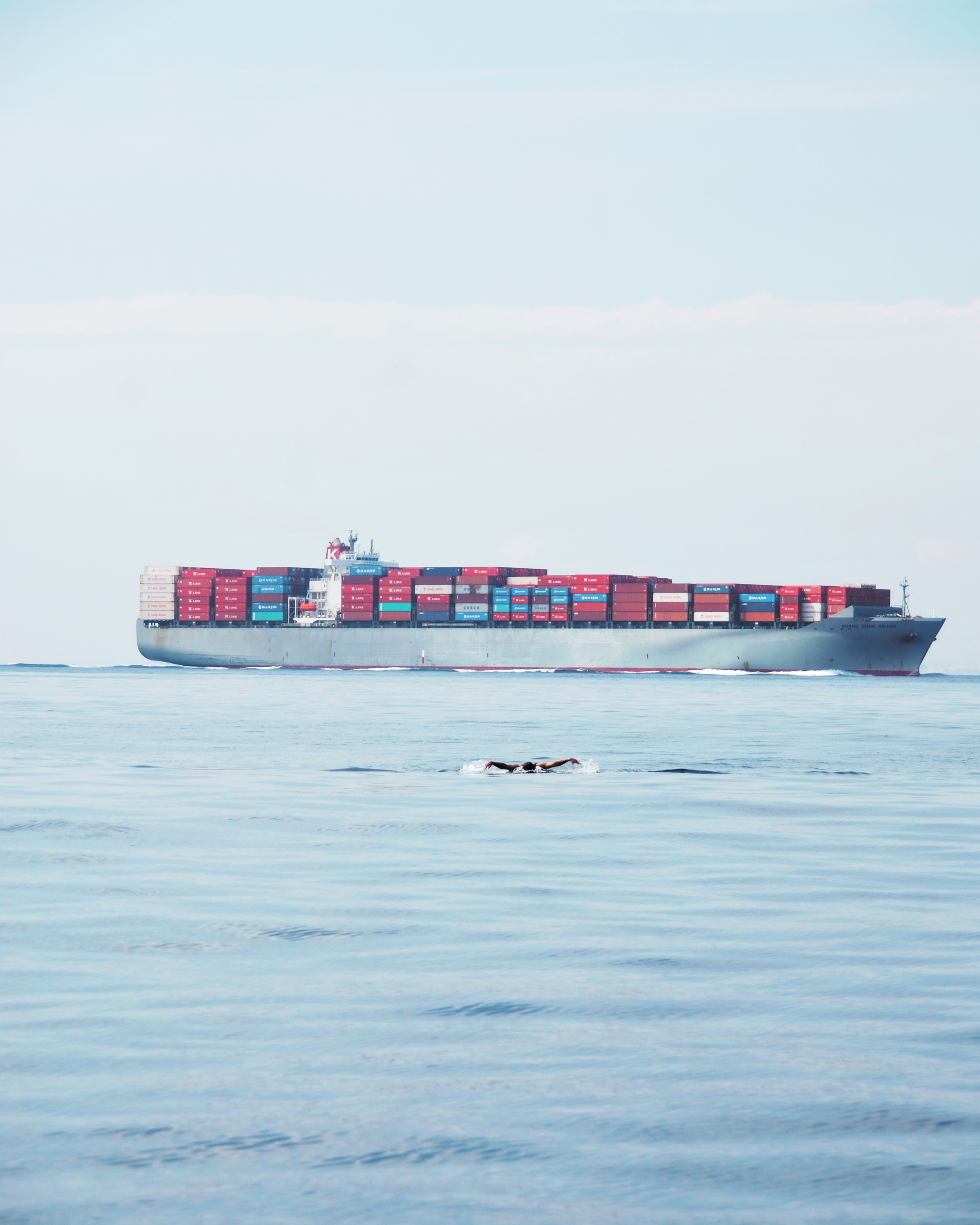
Cruce a nado del Estrecho de Gibraltar al estilo Mariposa.

## Distinciones
- Embajador de la Travesía a nado Brazadas Solidarias España-India (2020)
- Invitado de honor, Wörthersee Swim (2019)
- Premio "Nadando en Valores", CLYN (2015)
- Premio del deporte, Ciudad de Alcobendas (Madrid) (2013)
- Tercer clasificado, World Open Water swimming Association Awards (2013)
- Nominado a la mejor hazaña del año, World Open Water Swimming Association (2013)